# Danh sách cầu thủ tham dự Cúp bóng đá châu Phi 1965
Dưới đây là danh sách các đội hình thi đấu tại Cúp bóng đá châu Phi 1965.

## Bảng A

### Ethiopia
Huấn luyện viên: 

| Số | VT | Cầu thủ                | Ngày sinh (tuổi)           | Trận | Bàn | Câu lạc bộ\| |
| -- | -- | ---------------------- | -------------------------- | ---- | --- | ------------ |
|    | TM | Abbebe Getatchew       |                            |      |     | Saint George |
|    | HV | Wolde-Emmanuel Fesseha |                            |      |     | Saint George |
|    | HV | Negassi Gebreselassie  |                            |      |     |              |
|    | HV | Awad Mohammed          |                            |      |     | Saint George |
|    | HV | Yehdego Wolde          |                            |      |     |              |
|    | HV | Bekuretsion Gebrehiwot |                            |      |     |              |
|    | TV | Mohamed Ismael         |                            |      |     |              |
|    | TV | Mengistu Worku         | 1940                       |      |     | Saint George |
|    | TV | Luciano Vassalo        | 15 tháng 8, 1935 (30 tuổi) |      |     |              |
|    | TV | Kiflom Araya           |                            |      |     |              |
|    | TV | Ismael Gerile          |                            |      |     |              |
|    | TĐ | Italo Vassalo          |                            |      |     |              |
|    | TĐ | Shewangizaw Agonafer   |                            |      |     | Saint George |
|    | TĐ | Nure Mohammed          |                            |      |     |              |

### Sénégal
Huấn luyện viên: Habib Bâ và Libasse Diop

| Số | VT | Cầu thủ            | Ngày sinh (tuổi) | Trận | Bàn | Câu lạc bộ\|          |
| -- | -- | ------------------ | ---------------- | ---- | --- | --------------------- |
|    | TM | Massata Diallo     |                  |      |     | US Gorée              |
|    | TM | Toumani Diallo     |                  |      |     | Foyer France Sénégal  |
|    | HV | Issa M'Baye        |                  |      |     | Foyer France Sénégal  |
|    | HV | Abdoulaye Diallo   |                  |      |     | ASC Jeanne d'Arc      |
|    | HV | Yérim Diagne       |                  |      |     | Réveil de Saint-Louis |
|    | HV | Amadou Dieng       |                  |      |     | ASC Jeanne d'Arc      |
|    | TV | Louis Gomis        |                  |      |     | Foyer France Sénégal  |
|    | TV | Louis Camara       |                  |      |     | Espoir Dakar          |
|    | TV | Oumar Samb Guèye   |                  |      |     | Foyer France Sénégal  |
|    | TV | Ousmane Camara     |                  |      |     |                       |
|    | TĐ | Demba Thioye       |                  |      |     | US Gorée              |
|    | TĐ | Abdoulaye Diop     |                  |      |     | Foyer France Sénégal  |
|    | TĐ | Mohamed Fadel Fall |                  |      |     | Olympique Thiès       |
|    | TĐ | Baye Moussé Paye   |                  |      |     | US Gorée              |
|    | TĐ | Matar Niang        |                  |      |     | Espoir Dakar          |

### Tunisia
Huấn luyện viên: Mokhtar Ben Nacef

| Số | VT | Cầu thủ               | Ngày sinh (tuổi)            | Trận | Bàn | Câu lạc bộ\|       |
| -- | -- | --------------------- | --------------------------- | ---- | --- | ------------------ |
|    | TM | Ferjani Derouiche     |                             |      |     | AS Marsa           |
|    | TM | Sadok "Attouga" Sassi | 15 tháng 11, 1945 (19 tuổi) |      |     | Club Africain      |
|    | HV | Mohsen Habacha        | 25 tháng 1, 1942 (23 tuổi)  |      |     | Étoile du Sahel    |
|    | HV | Mahfoudh Benzarti     |                             |      |     | US Monastirienne   |
|    | HV | Hédi Douiri           |                             |      |     | AS Marsa           |
|    | TV | Ahmed Lamine          |                             |      |     | Étoile du Sahel    |
|    | TV | Abdelmajid Chetali    | 4 tháng 7, 1939 (26 tuổi)   |      |     | Étoile du Sahel    |
|    | TV | Chedly Laaouini       |                             |      |     | Espérance de Tunis |
|    | TV | Tahar Chaïbi          | 17 tháng 2, 1946 (19 tuổi)  |      |     | Club Africain      |
|    | TĐ | Driss Haddad          |                             |      |     | CA Bizertin        |
|    | TĐ | Mohamed Salah Jedidi  | 17 tháng 3, 1938 (27 tuổi)  |      |     | Club Africain      |
|    | TĐ | Mongi Dalhoum         | 13 tháng 1, 1945 (20 tuổi)  |      |     | CS Sfaxien         |
|    | TĐ | Abdelwahab Lahmar     | 27 tháng 3, 1944 (21 tuổi)  |      |     | Stade Tunisien     |
|    | TĐ | Aleya Sassi           |                             |      |     | CS Sfaxien         |
|    | TĐ | Rachid Gribaâ         |                             |      |     | Étoile du Sahel    |
|    |    | Moncef Ajel           |                             |      |     | Stade Tunisien     |
|    |    | Hédi Sahli            |                             |      |     | Étoile du Sahel    |
|    |    | Mouldi Mezghouni      |                             |      |     | AS Marsa           |
|    |    | Ali Graja             |                             |      |     | CS Sfaxien         |
|    |    | Hmida Sallem          |                             |      |     | CS Sfaxien         |

## Bảng B

### Congo-Léopoldville
Huấn luyện viên: Léon Trouet Mokuna

| Số | VT | Cầu thủ               | Ngày sinh (tuổi)            | Trận | Bàn | Câu lạc bộ\| |
| -- | -- | --------------------- | --------------------------- | ---- | --- | --- |
|    | TM | Makiadi Castello      |                             |      |     | |
|    | TM | Paul Ngoie            |                             |      |     | [[Tập tin:\|23x15px\|border \|alt=Cộng hòa Dân chủ Congo\|link=Liên đoàn bóng đá Cộng hòa Dân chủ Congo]] CS Don Bosco |
|    | HV | Pierre Katumba        |                             |      |     | [[Tập tin:\|23x15px\|border \|alt=Cộng hòa Dân chủ Congo\|link=Liên đoàn bóng đá Cộng hòa Dân chủ Congo]] TP Englebert |
|    | HV | Antoine Lessa         | 1933                        |      |     | [[Tập tin:\|23x15px\|border \|alt=Cộng hòa Dân chủ Congo\|link=Liên đoàn bóng đá Cộng hòa Dân chủ Congo]] AS Dragons   |
|    | HV | Mabela Routier        |                             |      |     | |
|    | TV | Kibonge Mafu          | 12 tháng 2, 1945 (20 tuổi)  |      |     | [[Tập tin:\|23x15px\|border \|alt=Cộng hòa Dân chủ Congo\|link=Liên đoàn bóng đá Cộng hòa Dân chủ Congo]] AS Vita Club |
|    | TV | Kafula Ngoie          | 11 tháng 11, 1945 (20 tuổi) |      |     | |
|    | TV | Ernest Mokili         |                             |      |     | [[Tập tin:\|23x15px\|border \|alt=Cộng hòa Dân chủ Congo\|link=Liên đoàn bóng đá Cộng hòa Dân chủ Congo]] AS Dragons   |
|    | TV | Paul Mbuli            |                             |      |     | |
|    | TV | Augustin Diantela     |                             |      |     | [[Tập tin:\|23x15px\|border \|alt=Cộng hòa Dân chủ Congo\|link=Liên đoàn bóng đá Cộng hòa Dân chủ Congo]] AS Vita Club |
|    | TV | Pierre Kalala Mukendi | 22 tháng 11, 1939 (25 tuổi) |      |     | [[Tập tin:\|23x15px\|border \|alt=Cộng hòa Dân chủ Congo\|link=Liên đoàn bóng đá Cộng hòa Dân chủ Congo]] TP Englebert |
|    | TV | Mbula                 |                             |      |     | |
|    | TĐ | Kabala                |                             |      |     | |
|    | TĐ | Albert Mwila          |                             |      |     | |
|    | TĐ | Kabeya wa Kabamba     |                             |      |     | [[Tập tin:\|23x15px\|border \|alt=Cộng hòa Dân chủ Congo\|link=Liên đoàn bóng đá Cộng hòa Dân chủ Congo]] TP Englebert |

### Ghana
Huấn luyện viên: Charles Gyamfi

| Số | VT | Cầu thủ            | Ngày sinh (tuổi) | Trận | Bàn | Câu lạc bộ\| |
| -- | -- | ------------------ | ---------------- | ---- | --- | ------------ |
|    | TM | Dodoo Ankrah       |                  |      |     |              |
|    | TM | John Naawu         |                  |      |     |              |
|    | HV | Addo Odametey      |                  |      |     |              |
|    | HV | Agyemang Gyau      |                  |      |     |              |
|    | HV | Sam Acquah         |                  |      |     |              |
|    | HV | Willie Evans       |                  |      |     |              |
|    | HV | Ben Kusi           |                  |      |     |              |
|    | TV | Paa Nii Lutterodt  |                  |      |     |              |
|    | TV | Kofi Pare          |                  |      |     |              |
|    | TV | Frank Odoi         |                  |      |     |              |
|    | TV | Ben Simmons        |                  |      |     |              |
|    | TV | Kwame Nti          |                  |      |     |              |
|    | TV | Oman Mensah        |                  |      |     |              |
|    | TĐ | Jones Attuquayefio |                  |      |     |              |
|    | TĐ | Ganiyu Salami      |                  |      |     |              |
|    | TĐ | Osei Kofi          |                  |      |     |              |
|    | TĐ | Amusa Gbadamosi    |                  |      |     |              |

### Bờ Biển Ngà
Huấn luyện viên: 

| Số | VT | Cầu thủ              | Ngày sinh (tuổi) | Trận | Bàn | Câu lạc bộ\| |
| -- | -- | -------------------- | ---------------- | ---- | --- | ------------ |
|    | TM | Jean Keita           |                  |      |     |              |
|    | TM | Théo Dossou          |                  |      |     |              |
|    | HV | Séry Wawa            |                  |      |     |              |
|    | HV | Idrissa              |                  |      |     |              |
|    | HV | Joseph Niankoury     |                  |      |     |              |
|    | HV | Henri Konan          |                  |      |     |              |
|    | TV | Joseph Bléziri       |                  |      |     |              |
|    | TV | Bernard Gnahoré      |                  |      |     |              |
|    | TV | Christophe base      |                  |      |     |              |
|    | TV | Konan Yobouët        |                  |      |     |              |
|    | TV | François Zadi        |                  |      |     |              |
|    | TV | Mathias Diagou       |                  |      |     |              |
|    | TĐ | Ernest Kallet Bially |                  |      |     |              |
|    | TĐ | Mamadou Sylla        |                  |      |     |              |
|    | TĐ | François Tahi        |                  |      |     |              |
|    | TĐ | Eustache Manglé      |                  |      |     |              |